# 뤼카 투사르
뤼카 시몽 피에르 투사르(프랑스어: Lucas Simon Pierre Tousart, 1997년 4월 29일 ~ )는 프랑스의 축구 선수이다. 포지션은 미드필더이며, 현재 독일 분데스리가의 우니온 베를린에서 뛰고 있다.